# Küpenfärberei
Die Küpenfärberei (auch als Küperei bezeichnet) bedient sich in der Regel wasserunlöslicher Pigmente zum Färben von Textilien auf Cellulosebasis. Obwohl diese Farbstoffklasse auch Affinität zu Protein- und Polypeptidfasern (Wolle, Seide und Polyamid) zeigt, findet sie fast ausschließlich noch auf Baumwolle und Leinen, selten auf Celluloseregeneratfasern (Viskose, Celluloseacetat), sowie deren Mischungen mit Polyethylenterephthalatfasern (Polyester) Verwendung.

## Geschichte

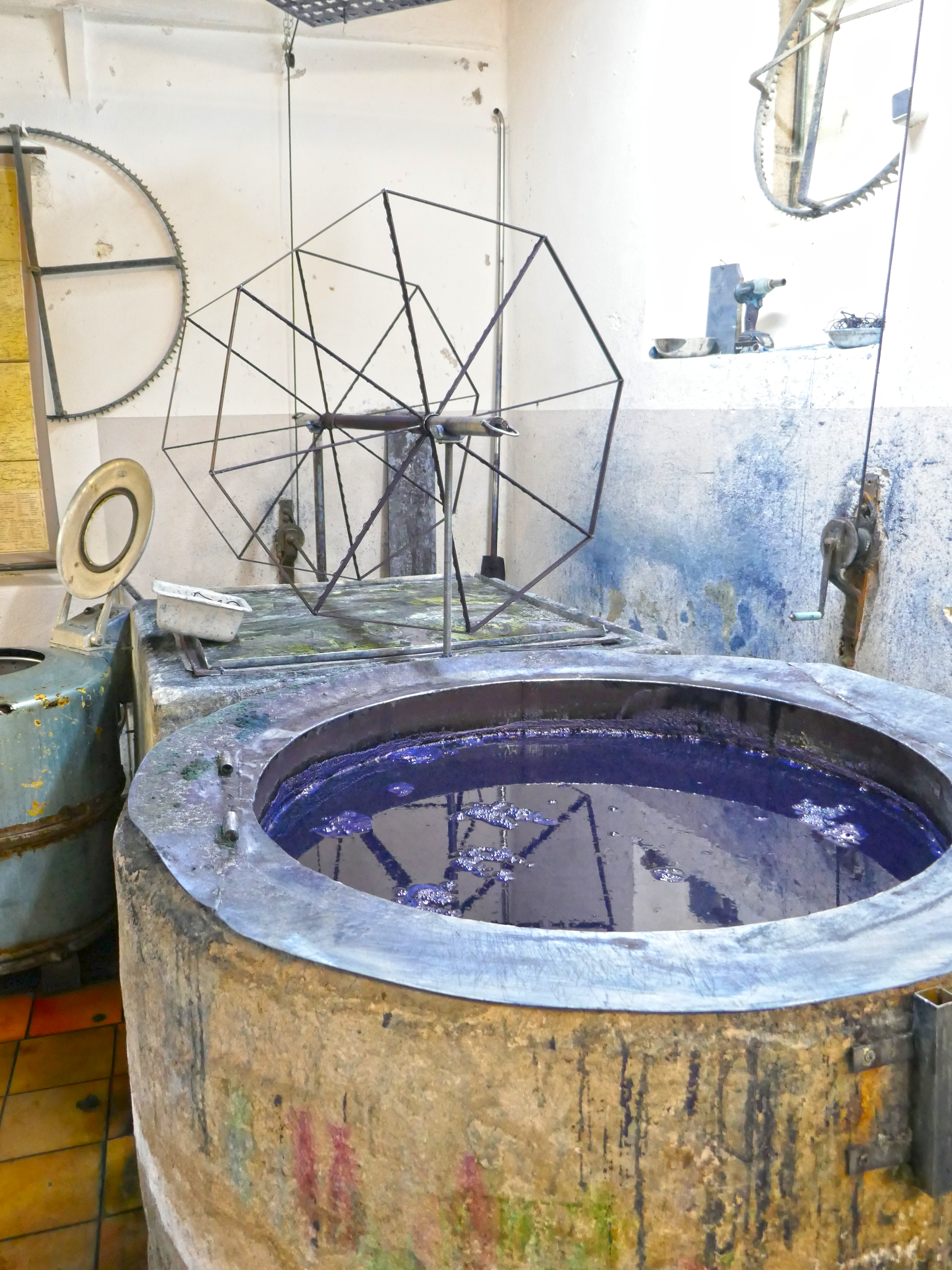
Indigoküpe in der Blaudruckerei Wagner, Bad Leonfelden

Die Küpenfärberei gehört zu den ältesten Färbeprozessen. Bereits im Altertum waren waschechte Färbungen mit vergorenem Färberwaid, Indigo und Purpur bekannt.
Als Küpe wird die Farbflotte bezeichnet. Der Begriff leitet sich ursprünglich von der Bezeichnung des „Küpe“ genannten Gefäßes, eines Bottichs, her.

## Prinzip des Färbens
Die Farbstoffe werden unter Anwendung von Reduktionsmitteln in wasserlösliche, andersfarbige Leukoverbindungen überführt. Voraussetzung ist, dass der Farbstoff in wässrigem Medium fein verteilt vorliegt. Die Korngröße der Farbstoffe ist für die Geschwindigkeit der Reduktionsreaktion wie für die gleichmäßige Verteilung auf dem textilen Material von entscheidender Bedeutung. Die überwiegend in reduzierter Form vorliegenden in Wasser gelösten Farbstoffe werden als Küpe bezeichnet. Bei anderen Färbeverfahren wird das Analogon meist Färbeflotte genannt.
Im einfachsten Fall wird das zu färbende Gewebe einfach in die Küpe getaucht, ausgewrungen und an der Luft verhängt. Der Luftsauerstoff oxidiert die (lösliche) Leukoverbindung wieder zum ursprünglichen, wasserunlöslichen Pigment, das fest in der Faser haftet. Anstelle von Luftsauerstoff können geeignete, die Faser kaum schädigende Oxidationsmittel eingesetzt werden, um die Leukoverbindung zu oxidieren. Die Färbungen sind sehr echt, können durch Luft nicht angegriffen oder verändert werden und haften sehr gut auf der Faser.

## Färbeverfahren
Die Wahl des richtigen Färbeverfahrens ist neben der elementar wichtigen Auswahl der Farbstoffkombination von entscheidender Bedeutung, um ein befriedigendes Färbeergebnis zu erhalten. Dabei orientiert es sich neben der zu erzielenden Farbtiefe, in erster Linie an der Färbemaschine oder -apparat, auf dem die Färbung, abhängig von der Aufmachungsform des textilen Substrates, durchgeführt werden soll. Von industrieller Bedeutung sind heute ausschließlich das Klotzdämpfverfahren (Pad Dry-Pad Steam-Verfahren) und das Nassdampfverfahren (Pad Steam-Verfahren)

### Reduktionsmittel
Bis ins 19. Jahrhundert wurden als Reduktionsmittel verschiedene auf Harnstoff basierende Mischungen verwendet, insbesondere direkt Urin. Weitere mögliche Reduktionsmittel sind: Natriumhydrogensulfit (NaHSO3), Natriumdithionit (Na2S2O4), Natriumhydroxymethansulfinat oder Borhydride. Industrielle Bedeutung hat dabei allerdings nur Natriumdithionit erlangt, etwa bei der Überführung des wasserunlöslichen Indigos in das wasserlösliche Indigoweiß.
{\displaystyle \mathrm {Na_{2}S_{2}O_{4}+2\ NaOH+Indigo\longrightarrow 2\ Na_{2}SO_{3}+Indigoweiss+2\ H_{2}O} }
Elektrochemische Prozesse funktionieren technisch, konnten aber bis heute keine wirtschaftliche Bedeutung erlangen.

### Oxidationsmittel
Neben Luftsauerstoff dienen hierzu (insbesondere bei den Leukoküpen-Farbstoffestern) anorganische Perverbindungen (Wasserstoffperoxid, H2O2), Kaliumdichromat (K2Cr2O7), alkalische Natriumhypochlorit-Lösung (NaClO) oder Gemische aus Natriumchlorit (NaClO2) und Essigsäure (CH3COOH). Industrielle Bedeutung hat heute vor allem Wasserstoffperoxid. Luftsauerstoff spielt bei der Färbung von Garn als Kreuzspule bei einigen Farbstoffen eine wichtige Rolle. Er wird mittels Vakuum durch die Spule gesaugt.

### Elektrochemische Reduktion und Oxidation
Nach den Ergebnissen einer Forschungsgruppe des Forschungsinstitutes für Textilchemie und Textilphysik der Universität Innsbruck ist es möglich, bestimmte Küpenfarbstoffe durch elektrochemische Verfahren zu reduzieren und zu oxidieren. Dadurch ließe sich eine Verringerung der Chemikalien und eine Verbesserung des Umweltschutzes in der Färberei erreichen.

## Geeignete Farbstoffe

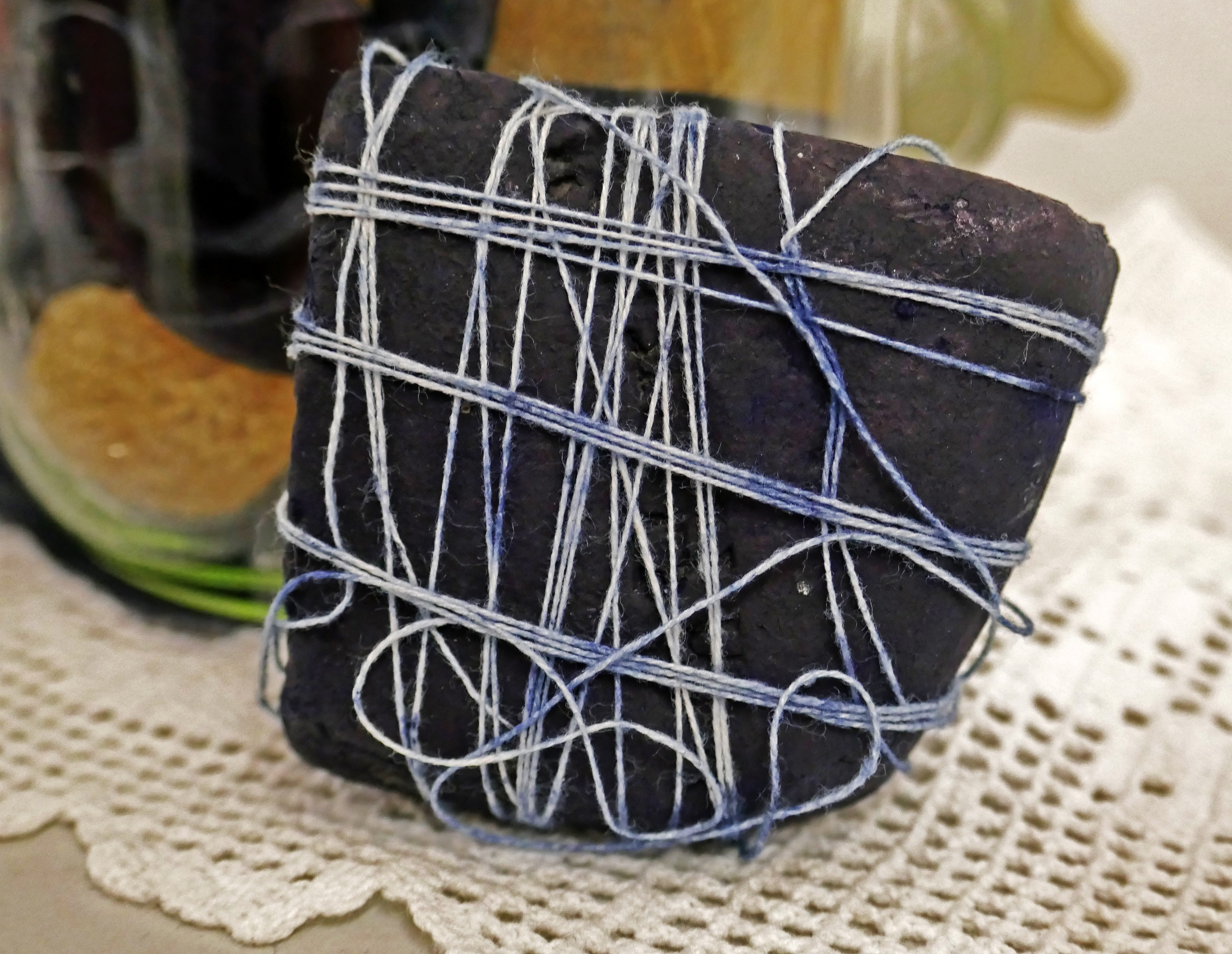
Natürliches Indigo, Zeugfärberei Gutau

Für die Küpenfärberei sind folgende Farbstoffe und Farbstoffgruppen geeignet, die sich durch Reduktion in eine färbungsgeeignete und durch Oxidation in eine haftende, pigmentartige Form bringen lassen.
- Indigoide Farbstoffe
  - Indigo,
  - Indirubin,
  - Isoindigo,
  - Purpur (Dibromindigo)
- Indanthrenfarbstoffe
- anthrachinonide Farbstoffe
- Phthalocyaninfarbstoffe mit besonderer Reaktionsgruppe
- Naphthalinfarbstoffe